# Guémappe
Guémappe je francouzská obec v departementu Pas-de-Calais v regionu Hauts-de-France. V roce 2014 zde žilo 347 obyvatel.

## Poloha obce
Sousední obce jsou: Héninel, Chérisy, Monchy-le-Preux, Vis-en-Artois a Wancourt.

## Vývoj počtu obyvatel
Počet obyvatel